# Referèndum d'independència
Un referèndum d'independència és un tipus de referèndum en el qual els ciutadans d'un territori, generalment un país amb cultura, llengua i història pròpies, decideixen si aquest territori s'hauria de convertir en un estat independent.
És un instrument democràtic de consulta popular que permet exercir un tipus de democràcia directa i participativa vers la ciutadania, ja que decideixen, sense intermediaris, quin ha de ser el futur jurídic del seu territori. Aquest tipus de referèndum gaudeixen de legitimitat i validesa legal, ja que el dret internacional recull el dret a l'autodeterminació dels pobles.

## Referèndums d'independència anteriors

### 1846
- El 27 d'octubre de 1846 el 52% dels liberians van votar a favor de la independència en un referèndum.[1][2] Libèria va declarar-se independent 9 mesos després, el 26 de juliol de 1847.[3]

### 1905
- 13 d'agost Referèndum d'independència de Noruega (que en aquells moments formava part de Suècia). El No va obtenir 184 vots (0,05%) i el Sí 368.208 vots (99,95%).[4]

### 1933
- 8 d'abril El govern d'Austràlia Occidental va convocar un referèndum per a la independència d'aquest estat australià el mateix dia que les eleccions al parlament. La pregunta de la butlleta era: Are you in favour of the State of Western Australia withdrawing from the Federal Commonwealth established under the Commonwealth of Australian Constitution Act (Imperial)? (Està vostè a favor que l'estat d'Austràlia Occidental es retiri de la Commonwealth Federal establerta sota la Llei de Constitució de la Commonwealth d'Austràlia (Imperial)?). Els vots emesos van ser 237.198, i el Sí en va obtenir el 68%. Malgrat la victorià del sí, la Cambra dels Comuns britànica, després de 18 mesos de deliberacions, va rebutjar la secessió.

### 1944
- Islàndia esdevé independent de Dinamarca el 17 de juny de 1944 després d'aconseguir més del 98% de vots favorables.

### 1946
- 14 de setembre; Referèndum d'independència feroès; guanyà el «sí» però la declaració d'independència que fou anul·lada per Dinamarca. El 2011, però, el primer ministre danès va fer saber al president feroès que, si ara Fèroe optés de nou per la independència, Dinamarca no s'hi oposaria.[5]

### 1967
- Primer referèndum a Puerto Rico.

### 1958
- 28 de setembre: referèndum constitucional a la Polinèsia Francesa, a través del qual passava a formar part, amb un 64,40% dels vots a favor, de la Comunitat Francesa, descartant així la independència.[6]
- Referèndum a Guinea, que esdevé independent de França el 2 d'octubre de 1958.

### 1974
- El desembre de 1974 es va celebrar a l'illa de Mayotte (oceà Índic) un referèndum que preguntava als illencs si es volien independitzar de França. El no a la independència va obtenir un 63,8% de suport.

### 1976
- Quinze mesos després, al febrer de 1976, un segon referèndum a Mayotte va donar un 99,4% de rebuig a la independència.

### 1980
- 20 de maig Primer referèndum quebequès: després que el Parti Québécois arribés al govern del Quebec, va convocar un referèndum per a la sobirania de la província. La pregunta de la butlleta era: "El govern del Quebec ha fet conèixer la seva proposta d'arribar, amb la resta del Canadà, a un nou acord fonamentat sobre el principi de la igualtat dels pobles. Aquest acord permetria al Quebec adquirir el poder exclusiu de fer les seves lleis, de fixar els seus impostos i establir relacions exteriors, o sigui, la sobirania, i a la vegada mantenir amb el Canadà una associació econòmica que comporti la utilització de la mateixa moneda. Tot canvi d'estatus polític resultant d'aquestes negociacions serà sotmès a la població per referèndum. En conseqüència, dona vostè el mandat al govern del Quebec de negociar l'acord proposat entre el Quebec i el Canadà?" Els resultats van ser els següents: No: 59,56% (2.187.991 vots); Sí: 40,44% (1.485.851 vots); índex de participació: 85,60%

### 1987
- El 13 de setembre es va celebrar un referèndum a Nova Caledònia on es preguntà a la població si volia ser independent o si volia seguir formant part de França. Un 1,7% de vots va ser a favor de la independència. 48.611 electors van votar a favor de romandre com a part de França i 842 a favor de separar-se'n, amb un 59% de participació. Aquests resultats es poden explicar perquè el principal partit independentista (el Front Kanac) va demanar el boicot al referèndum.

### 1990
- 23 de desembre Referèndum d'independència eslovè, independència d'Eslovènia.

### 1991
- 31 de març Referèndum d'independència georgià. La pregunta de la butlleta era: "Dona suport a la restauració de la independència de Geòrgia d'acord amb l'Acta de Declaració de la Independència de Geòrgia del 26 de maig de 1918?" La participació va ser del 90,5% i el sí va obtenir quasi un 99% dels vots.[7]
- 19 de maig Referèndum d'independència croat, independència de Croàcia.
- 8 de setembre Referèndum d'independència macedoni, independència de la República de Macedònia.
- 1 de desembre Referèndum d'independència ucraïnès. La pregunta de la butlleta va ser: "Dona suport a l'Acta de Declaració de la Independència d'Ucraïna?" amb el text de l'Acta imprès primer. L'índex de participació va ser d'un 84,18%, i el sí va obtenir un 90,32% dels vots.
- 1 de desembre Referèndum d'independència de Transnístria.
- 10 de desembre Referèndum d'independència de l'Alt Karabakh. L'opció independentista va guanyar amb un 99,89%.
- Uzbekistan. El desembre de 1991 van donar un suport a la independència en referèndum el 98,2% dels votants.

### 1992
- Referèndum d'independència bosnià, independència de Bòsnia i Hercegovina.
- 21 de març Referèndum d'independència tàtar. La majoria de la població va donar suport a la independència del Tatarstan, però davant les amenaces del govern rus l'any 1994 se signa un acord bilateral que consisteix en la creació de la República de Tatarstan dins de la Federació Russa.[8]
- Referèndum d'independència sud-osseta, independència de facto d'Ossètia del Sud.

### 1993
- Referèndum d'independència d'Eritrea, del 23 al 25 d'abril, supervisat per l'ONU. La pregunta era "Desitja que Eritrea sigui un país independent i sobirà?". El sí va obtenir un 99,79% dels vots, i el no un 0,17%. L'ONU va considerar el referèndum lliure i just. Eritrea es va proclamar independent d'Etiòpia el 27 d'abril.
- Segon referèndum de Puerto Rico.

### 1995
- Segon referèndum quebequès. Celebrat el 30 d'octubre, la pregunta era: "Està vostè a favor de la llei adoptada per l'Assemblea Nacional declarant la sobirania del Quebec?" El No va obtenir un 50,56% del vots i el Sí el 49,44%. La diferència a favor del No va ser de 52.645 vots, amb un índex de participació del 94,5%

### 1998
- 10 d'agost L'illa de Nevis va celebrar un referendum per independitzar-se de la Federació de Saint Kitts i Nevis, un estat insular del Carib. Els resultats van ser els següents. Vots emesos: 3935. Vots nuls: 10. Vots vàlids: 3925. Sí: 2427 (61,8%). No: 1498 (38,2%). Malgrat els més de 23 punts percentuals de diferència, la minoria unionista van imposar la seva voluntat a la majoria independentista, ja que aquesta necesitava 2/3 dels vots per tal que un resultat independentista fos vinculant.
- Tercer referèndum de Puerto Rico. Índex de participació: 71%. Resultats de les diferents opcions: Esdevenir territori de la Commonwealth: 0,1%. Mantenir la situació actual (territori lliurement associat als Estats Units d'Amèrica): 0,3%. Esdevenir un estat independent: 2,5%. Esdevenir un estat dels Estats Units d'Amèrica: 46,5%. Cap de les possibilitats anteriors: 50,3%. Puerto Rico segueix avui dia en la mateixa situació (la que va obtenir un 0,3% dels vots) que abans que se celebrés el referèndum.

### 1999
- 30 d'agost Referèndum d'independència del Timor Oriental. Independència assolida el 2002. Amb l'arribada de la democràcia a Indonesia, Timor Oriental va poder autodeterminar-se en un referèndum auspiciat per l'ONU. A la butlleta de vot hi posava: Accepta vostè l'autonomia especial proposada per a Timor Oriental dins de l'Estat Unitari de la República d'Indonèsia? ACCEPTO o Rebutja vostè l'autonomia especial proposada per a Timor Oriental, comportant la separació de Timor Oriental d'Indonèsia? REBUTJO (a més a més a les butlletes hi apareixien símbols per tal de facilitar el vot a la població analfabeta). La població amb dret a vot eren persones de disset anys o més, nascudes a Timor Oriental, nascudes fora de Timor Oriental però amb almenys un pare nascut a Timor Oriental, i persones els cònjuges de les quals compleixin alguna de les dues condicions anteriors. En total, 451.792 persones. Només la població del cens podia fer campanya refrendatària. Ni els polítics indonesis ni els portuguesos podien prendre part a la campanya. L'índex de participació en el referèndum va ser del 98,5%. A favor d'ACCEPTO van votar-hi 94.388 persones (21,5%), i a favor de REBUTJO 344.580 (78,5%).

### 2006
- Referèndum d'independència a Ossètia del Sud de 2006.[9] L'any 2006 el govern d'Ossètia del Sud va celebrar un referèndum el 12 de novembre preguntant a la població si estaven d'acord que Ossètia del Sud fos independent. La Comissió Electoral Central va dir que la participació havia sigut del 95,2% i que el Sí va obtenir el suport del 99% dels votants. Cap membre de l'ONU va reconèixer el referèndum en aquells moments, però el 2008 Rússia i Nicaragua van reconèixer Ossètia del Sud com a país independent. El 2009 van reconèixer la seva independència Veneçuela i Nauru. El 2011 va fer-ho Tuvalu.
- 21 de maig Referèndum de Montenegro, en el qual es preguntava "Vol que la República de Montenegro sigui un estat independent amb ple reconeixement legal i internacional?". Montenegro formava aleshores part de la federació de Sèrbia i Montenegro (anomenada República Federal de Iugoslàvia fins a l'any 2003), la constitució de la qual reconeixia el dret d'ambdues repúbliques a separar-se’n si així ho decidien. A més a més la Unió Europea havia imposat com a condició per a reconèixer la independència de Montenegro que més de la meitat de l'electorat votés i que el Sí obtingués més d'un 55% dels vots. La població estimada total (març 2006) era de 620145 habitants, dels quals tenien dret a vot (el 21-5-2006) 484718. Els vots emesos van ser 419236 (86,49% de l'electorat), el Sí va obtenir 230711 vots (55,5%) i el No 184954 vots (44,5%).

### 2011
- El 9 de gener del 2011 es va celebrar al Sudan del Sud un referèndum d'independència. La papereta de vot contenia dues opcions: «unitat» i «secessió» (amb dibuixos corresponents, per a la població analfabeta), i calia marcar-ne una o altra mitjançant l'empremta dactilar. El 'Sí' es va imposar amb un 98,83% dels vots. El Sudan del Sud es convertí oficialment en un nou país independent el dia 9 de juliol del 2011.

### 2012
- El 6 de novembre del 2012, coincidint amb les eleccions presidencials als Estats Units, Puerto Rico va celebrar un referèndum d'autodeterminació no vinculant. Es van fer dues preguntes: la primera consultava si els porto-riquenys volien continuar amb el mateix estatus territorial (fins aleshores un estat lliure associat als EUA). La segona va ser si volien ser el 51è estat dels EUA, si volen la independència o si volen seguir com fins aleshores. A la primera pregunta (sense comptar els vots blancs, nuls i abstencions) un 54% va dir que "no", amb un 46% de vots afirmatius. A la segona pregunta, un 62% estaven a favor de ser un estat dels Estats Units, un 32% volien seguir sent un estat lliure associat, i un 5% volia la independència.[10]

### 2014
- El 18 de setembre se celebrà a Escòcia un referendum vinculant amb la pregunta "Should Scotland be an independent country?" (Escòcia hauria d'ésser un país independent?). El no va obtenir un 55,3% i el sí un 44,7% dels vots no blancs.
- Catalunya - La consulta sobre la independència de Catalunya se celebrà el 9 de novembre de 2014. La pregunta estava formada en dos apartats: «Vol que Catalunya esdevingui un Estat?» i «En cas afirmatiu, vol que aquest Estat sigui independent?».[11][12][13][14][15][16]

### 2016
- Sud Brasil: Descrit com a "Plebisul", la participació va ser només del 2,91%.

### 2017
- Puerto Rico celebra un referèndum sobre quin ha de ser la relació amb els Estats Units, amb la independència com una de les opcions.
- Kurdistan del Sud organitzà un referèndum sobre la independència.[17]
- Catalunya: El Govern de Catalunya organitzà un referèndum sobre la independència de Catalunya de caràcter vinculant l'1 d'octubre de 2017.[18]
- Sud Brasil: Segona edició del referèndum descrit com a "Plebisul", la participació va ser només del 1,72%.

### 2018
- Referèndum d'independència de Nova Caledònia de 2018 se celebrà el 4 de novembre de 2018. El resultat fou del 56.4% a favor de mantenir el status quo i del 43.6% en favor de la independència.[19]

### 2019
- Referèndum sobre la independència de Bougainville de 2019 celebrat l'11 de desembre de 2019[20] en què el 97,7% de la població votà a favor de convertir-se en un país sobirà.

### 2020
- Referèndum d'independència de Nova Caledònia de 2020

## Futurs referèndums d'independència
- Referèndum d'independència de Nova Caledònia de 2021
- Chuuk: Previst pel 2022.[21]

## Possibles futurs referèndums d'independència
- Anguilla. El primer ministre ha expressat el desig d'independitzar-se de la Gran Bretanya.[22]
- Flandes - El partit Vlaams Belang presentà el setembre del 2007 al Parlament flamenc una proposta de referèndum d'autodeterminació, que va ser rebutjada pel ple.[23]
- Groenlàndia - Donats els resultats de les eleccions del Groenlàndia del 2009, en què el partit independentista Inuit Ataqatigiit ha recuperat el poder, la possibilitat d'un nou referèndum es manté vigent.[24] El govern danès ha reconegut el dret d'autodeterminació de Groenlàndia i de les illes Feroe.
- Republika Srpska - El líder serbobosnià Milorad Dodik ha dit diverses vegades que la República Srpska hauria de decidir sobre la seva independència respecte a Bòsnia i Hercegovina.[25]
- Sàhara Occidental: Proposat pel Pla Baker i aprovat per unanimitat en el Consell de Seguretat de l'ONU. Ajornat indefinidament degut als impediments que hi ha posat el Marroc.
- Escòcia[26]
- Vèneto[27]

## Resum
| Estat proposat               | Estat sobirà         | Referèndum      | % Sí   | % No                  | Participació | Declaració                                                               |
| ---------------------------- | -------------------- | --------------- | ------ | --------------------- | ------------ | ------------------------------------------------------------------------ |
| Xile                         | Espanya              | 1817            | V      |                       |              | Declarada el 1818, obtinguda després de la guerra d'independència xilena |
| Libèria                      | Estats Units         | 27/10/1846      | 52%    | 48%                   |              | 26/07/1847                                                               |
| Maryland                     | Estats Units         | 31/01/1853      | 100%   | 0%                    |              | 08/06/1854                                                               |
| Noruega                      | Noruega-Suècia       | 13/08/1905      | 99,95% | 0,05%                 | 85.42%       | 26/10/1905                                                               |
| Austràlia Occidental         | Austràlia            | 08/04/1933      | 66,23% | 33,77%                | 100%         | No aplicada                                                              |
| Islàndia                     | Dinamarca            | 19/10/1918      | 99,5%  | 0,5%                  | 98,36%       | 01/12/1998                                                               |
| Schleswig nord               | Alemanya             | 10/02/1920      | 74,86% | 25,14%                | 90,12%       | Passa a soberania danesa                                                 |
| Schleswig central            | Alemanya             | 14/03/1920      | 19,84% | 80,16%                | 90,76%       | Permaneix a Alemanya, rebutja passar a Polónia                           |
| Prússia Oriental             | Alemanya             | 11/06/1920      | 2,11%  | 97,89%                | 87,31%       | Permaneix a Alemanya, rebutja passar a Polónia                           |
| Caríntia                     | Àustria              | 10/10/1920      | 40,96% | 59,04%                | 95,79%       | Permaneix a Àustria, rebutja passar a Iugoslàvia                         |
| Alta Silèsia                 | Alemanya             | 20/03/1921      | 40,39% | 59,61%                | 97,57%       | Permaneix a Alemanya, rebutja passar a Polónia                           |
| Àustria                      | Àustria              | 10/04/1938      | 0,27%  | 99,73%                | 99,71%       | S'integra a l'Imperi Alemany                                             |
| Cambodja                     | França               | 03/10/1945      | 100%   | 0%                    | 80,3%        | 09/11/1953                                                               |
| Mongòlia                     | Xina                 | 20/10/1945      | 100%   | 0%                    | 98,5%        | 05/01/1946                                                               |
| Illes Fèroe                  | Dinamarca            | 14/09/1946      | 50,74% | 49,26%                | 95,9%        | No reconegut per Dinamarca                                               |
| Sarre                        | França               | 23/10/1955      | 32,29% | 67,71%                | 96,73%       | 15/12/1947, després s'integrà a Alemanya Occidental                      |
| Polinèsia Francesa           | França               | 28/09/1958      | 35,6%  | 64,4%                 |              | -                                                                        |
| Dahomey                      | França               | 28/09/1958      | 2,16%  | 97,84%                | 55,65%       | Permaneix a la Comunitat Francesa                                        |
| Djibouti                     | França               | 28/09/1958      | 24,76% | 75,24%                | 72,78%       | -                                                                        |
| Costa d'Ivori                | França               | 28/09/1958      | 0,01%  | 99,99%                | 97,56%       | Permaneix a la Comunitat Francesa                                        |
| Sudan Francés                | França               | 28/09/1958      | 2,46%  | 97,54%                | 45,38%       | Permaneix a la Comunitat Francesa, hui Mali                              |
| Gabon                        | França               | 28/09/1958      | 7,42%  | 92,58%                | 78,67%       | Permaneix a la Comunitat Francesa                                        |
| Guinea                       | França               | 28/09/1958      | 95,22% | 4,78%                 | 85,47%       | 02/10/1958                                                               |
| Comores                      | França               | 28/09/1958      | 2,67%  | 97,33%                | 92,72%       | Permaneix a la Comunitat Francesa, independent el 06/07/1975             |
| República del Congo          | França               | 28/09/1958      | 0,62%  | 99,38%                | 78,99%       | Permaneix a la Comunitat Francesa                                        |
| Madagascar                   | França               | 28/09/1958      | 22,36% | 77,64%                | 82,02%       | Permaneix a la Comunitat Francesa                                        |
| Mauritània                   | França               | 28/09/1958      | 5,96%  | 94,04%                | 84,22%       | Permaneix a la Comunitat Francesa                                        |
| Caledònia                    | França               | 28/09/1958      | 1,88%  | 98,12%                | 76,86%       | Permaneix a la Comunitat Francesa                                        |
| Níger                        | França               | 28/09/1958      | 21,57% | 78,43%                | 37,42%       | Permaneix a la Comunitat Francesa                                        |
| Alt Volta                    | França               | 28/09/1958      | 0,82%  | 99,18%                | 74,74%       | Permaneix a la Comunitat Francesa, hui Burkina Faso                      |
| Polinèsia Francesa           | França               | 28/09/1958      | 35,6%  | 64,4%                 | 81,57%       | Permaneix a la Comunitat Francesa                                        |
| Saint Pierre i Miquelon      | França               | 28/09/1958      | 1,94%  | 98,06%                | 92,72%       | Permaneix a la Comunitat Francesa                                        |
| Senegal                      | França               | 28/09/1958      | 2,45%  | 97,55%                | 80,71%       | Permaneix a la Comunitat Francesa                                        |
| Txad                         | França               | 28/09/1958      | 1,71%  | 98,29%                | 66,19%       | Permaneix a la Comunitat Francesa                                        |
| Somàlia                      | França               | 28/09/1958      | 24,76% | 75,24%                |              | Permaneix a la Comunitat Francesa                                        |
| Camerun                      | França               | 28/09/1958      | 3,4%   | 96,6%                 |              | Permaneix a la Comunitat Francesa                                        |
| Guinea                       | França               | 02/10/1958      | V      |                       |              |                                                                          |
| República Centreafrricana    | França               | 1958            | 1,23%  | 98,77%                | 79,38%       |                                                                          |
| Sud-àfrica                   | Regne Unit           | 05/10/1960      | 52,3%  | 47,7%                 | 90,77%       | 31/05/1961                                                               |
| Samoa                        | Nova Zelanda         | 10/05/1961      | 85,4%  | 14,6%                 |              | 01/01/1962                                                               |
| Algèria                      | França               | 01/07/1962      | 99,72% | 0,28%                 | 91,9%        | 03/07/1962                                                               |
| Malta                        | Regne Unit           | 02-04/05/1964   | 54,5%  | 45,5%                 | 79,7%        | 21/09/1964                                                               |
| Rhodèsia del Sud             | Regne Unit           | 05/11/1964      | 90,51% | 9,49%                 | 61,87%       | 11/11/1965, avui part de Zimbabwe, abans Rhodesia                        |
| Djibouti                     | França               | 19/03/1967      | 39,4%  | 60,6%                 | 95%          |                                                                          |
| Anguilla                     | Regne Unit           | 11/07/1967      | 99,72% | 0,28%                 | 75%          | Es separa de Saint Kitts i Nevis però roman sota el Regne Unit           |
| Puerto Rico                  | Estats Units         | 23/071967       | 0,6%   | 99,4%                 | 65,9%        | Estat lliure associat                                                    |
| Gibraltar                    | Regne Unit           | 10/09/1967      | 0,36%  | 99,64%                | 96,57%       | Permaneix al Regne Unit, rebutja passar a Espanya                        |
| Anguilla                     | Regne Unit           | 06/02/1969      | 99,71% | 0,29%                 | 75%          | 12/1980                                                                  |
| Papua Occidental             | Indonèsia            | 07-08/1969      | 0%     | 100%                  |              |                                                                          |
| Guam                         | Estats Units         | 04/11/1969      | 41,95% | 58,05%                | 36%          | Negatiu per a unir-se amb les Illes Marianes del Nord                    |
| Illes Marianes del Nord      | Estats Units         | 09/11/1969      | 0,59%  | 99,41%                | 65,26%       | Integració amb Guam (EUA), rebutjat per Guam en altre referèndum         |
| Bahrein                      | Regne Unit           | 1970            | V      |                       |              | 14/08/1971                                                               |
| Irlanda del Nord             | Regne Unit           | 1973            | 1,1%   | 98,9%                 |              | Permaneix al Regne Unit, rebutja passar a Irlanda                        |
| Niue                         | Nova Zelanda         | 03/09/1974      | 65,4%  | 34,6%                 |              | Autogovern en associació lliure                                          |
| Mayotte                      | França               | 12/1974         | 36,2%  | 63,8%                 |              | -                                                                        |
| Comores                      | França               | 22/12/1974      | 94,57% | 5,43%                 | 93,3%        | 06/07/1975, Mayotte permaneix amb França                                 |
| Chuuk, Kosrae, Phonpei i Yap | Estats Units         | 08/07/1975      | 59,1%  | 40,9% altres opcions  | 35-53%       | 3/11/1986, avui Micronèsia, Palau i Illes Marshall                       |
| Illes Marshall               | Estats Units         | 08/07/1975      | 5,2%   | 94,8% altres opcions  |              | Mancomunitat no territorial                                              |
| Palau                        | Estats Units         | 08/07/1975      | 34,37% | 65,63% altres opcions | 42,22%       | Associació amb EUA                                                       |
| Mayotte                      | França               | 02/1976         | 0,6%   | 99,4%                 |              | -                                                                        |
| Guam                         | Estats Units         | 04/09/1976      | 6%     | 94%                   |              | Millora l'statu quo                                                      |
| Aruba                        | Països Baixos        | 25/03/1977      | 95,17% | 4,83%                 | 70,08%       | Prevista per a 1996, abandonada en 1994                                  |
| Djibouti                     | França               | 27/06/1977      | 99,8%  | 0,2%                  | 77,2%        | 27/06/1977                                                               |
| Nevis                        | Sant Kitts i Nevis   | 18/08/1977      | 99,66% | 0,34%                 | 57,99%       | No reconegut                                                             |
| Sant Vicent i les Granadines | Regne Unit           | 1979            | V      |                       |              | 27/10/1979                                                               |
| Quebec                       | Canadà               | 20/05/1980      | 40,44% | 59,56%                | 85,6%        | -                                                                        |
| Ciskei                       | Sud-àfrica           | 04/12/1980      | 99,45% | 0,55%                 | 60%          | 4/12/1981, avui part de Sud-àfrica des de 27/04/1994                     |
| Guam                         | Estats Units         | 30/01/1982      | 3,82%  | 96,18% altres opcions | 37,53%       | Lliure associació                                                        |
| Guam                         | Estats Units         | 04/09/1982      | 72,82% | 27,18%                | 81,34%       | Lliure associació, no s'assol les 3/4 parts                              |
| Palau                        | Estats Units         | 10/02/1983      | 37,9%  | 62,1%                 | 71,26%       | Relació amb els EUA, pero sota els auspicis de la RFA                    |
| Micronèsia                   | Estats Units         | 21/06/1983      | 58,04% | 41,96% altres opcions | 63,17%       | 03/11/1986                                                               |
| Illes Marshall               | Estats Units         | 07/09/1983      | 42%    | 58%                   |              | Estat adjunt                                                             |
| Illes Cocos                  | Austràlia            | 06/04/1984      | 3,47%  | 96,53%                | 100%         | Integrat amb Austràlia                                                   |
| Palau                        | Estats Units         | 04/09/1984      | 32,9%  | 67,1%                 |              | Relació amb els EUA, pero sota els auspicis de la RFA                    |
| Illes Malvines               | Regne Unit           | 02/04/1986      | 1,66%  | 98.34% altres opcions | 88,19%       | Permaneix al Regne Unit                                                  |
| Nova Caledònia               | França               | 13/09/1987      | 1,7%   | 98,3%                 | 59%          | Permaneix a França                                                       |
| Eslovènia                    | Iugoslàvia           | 23/12/1990      | 88.5%  | 11,5%                 | 93,5%        | 25/06/1991                                                               |
| Lituània                     | Unió Soviètica       | 09/02/1991      | 93,2%  | 6,8%                  | 84,7%        | 11/03/1990                                                               |
| Estònia                      | Unió Soviètica       | 03/03/1991      | 78,4%  | 21,6%                 | 82,9%        | 20/08/1991                                                               |
| Letònia                      | Unió Soviètica       | 03/03/1991      | 74,9%  | 25,1%                 | 87,6%        | 04/05/1990                                                               |
| Geòrgia                      | Unió Soviètica       | 31/03/1991      | 99,5%  | 0,5%                  | 90,6%        | 09/04/1991                                                               |
| Croàcia                      | Iugoslàvia           | 19/05/1991      | 93,24% | 6,76%                 | 83,56%       | 25/06/1991                                                               |
| Macedònia                    | Iugoslàvia           | 08/09/1991      | 96,4%  | 3,6%                  | 75,74%       | 1993                                                                     |
| Macao                        | Xina                 | 08/09/1991      | 96,46% | 3,54%                 | 75,7%        | 08/09/1991                                                               |
| Armènia                      | Unió Soviètica       | 21/09/1991      | 99,51% | 0,49%                 | 95,05%       | 21/09/1991                                                               |
| Kosovo                       | Iugoslàvia           | 30/09/1991      | 99,98% | 0.02%                 | 87,01%       | 17/02/2008, controvertit internacionalment                               |
| Turkmenistan                 | Unió Soviètica       | 26/10/1991      | 94,06% | 5,94%                 | 97,38%       | 27/10/1991                                                               |
| Ucraïna                      | Unió Soviètica       | 01/12/1991      | 92,3%  | 7,7%                  | 84,18%       | 24/08/1991                                                               |
| Transnítria                  | Moldàvia             | 01/12/1991      | 97,7%  | 2,3%                  |              | Controvertit internacionalment                                           |
| Alt Karabakh                 | Azerbaidjan          | 10/12/1991      | 99,89% | 0,11%                 | 82,17%       | 02/09/1991                                                               |
| Azerbaidjan                  | Unió Soviètica       | 29/12/1991      | 99,8%  | 0,2%                  | 95.3%        | 25/12/1991                                                               |
| Uzbekistan                   | Unió Soviètica       | 29/12/1991      | 98,3%  | 1,7%                  | 94,1%        | 31/08/1991                                                               |
| Ossètia del Sud              | Geòrgia              | 19/01/1992      | 99,91% | 0,09%                 | 96,9%        | 21/12/1991, controvertit internacionalment, s'integra a Rússia de facto  |
| Montenegro                   | Iugoslàvia           | 01/03/1992      | 4,04%  | 95,96%                | 66,03%       | Permaneix a Iugolàvia                                                    |
| Bòsnia i Hercegovina         | Iugoslàvia           | 04/03/1992      | 99,7%  | 0,3%                  | 63,4%        | 01/03/1992                                                               |
| Tatarstan                    | Rússia               | 22/03/1992      | V      |                       |              | No aplicat                                                               |
| Eritrea                      | Etiòpia              | 23-25/04/1993   | 99,83% | 0,17%                 | 98,52%       | 27/04/1993                                                               |
| Illes Verges dels EUA        | Estats Units         | 11/10/1993      | 4,96%  | 95,04% altres opcions | 27,49%       | Part dels EUA                                                            |
| Puerto Rico                  | Estats Units         | 14/11/1993      | 4,5%   | 95,5% altres opcions  | 73,5%        | Estat lliure associat                                                    |
| Curaçao                      | Països Baixos        | 19/11/1993      | 0,49%  | 99,51%                | 56,8%        | Reestructuració de les Antilles Neerlandeses                             |
| Moldàvia                     | Moldàvia             | 06/03/1994      | 97,9%  | 2,1%                  | 75,1%        | Confirmació                                                              |
| Saba                         | Països Baixos        | 14/10/1994      | 0,5%   | 99,5% altres opcions  |              | Permanència als Països Baisos                                            |
| Sant Eustasi                 | Països Baixos        | 14/10/1994      | 0,2%   | 99,8%                 | 44%          | Permanència als Països Baisos                                            |
| Bonaire                      | Països Baixos        | 21/10/1994      | 0,22%  | 99,78% altres opcions | 66,52%       | Permanència als Països Baisos                                            |
| Sint Maarten                 | Països Baixos        | 10/1994         | 6,2%   | 93,8% altres opcions  | 65,15%       | Permanència als Països Baisos                                            |
| Bermudes                     | Regne Unit           | 16/08/1995      | 25,88% | 74,12%                | 58,76%       |                                                                          |
| Quebec                       | Canadà               | 30/10/1995      | 49,44% | 50,56%                | 94,5%        | -                                                                        |
| Seborga                      | Itàlia               | 1995            | 98,7%  | 1,3%                  |              | Microestat privat                                                        |
| Anjouan                      | Comores              | 26/10/1997      | 99,68% | 0,32%                 | 94,79%       | No reconeguda, de facto fins 2008                                        |
| Nevis                        | Saint Kitts i Nevis  | 10/08/1998      | 61,83% | 38,17%                | 57,99%       | No aplicat (calia 2/3)                                                   |
| Puerto Rico                  | Estats Units         | 13/12/1998      | 2,5%   | 97,5% altres opcions  | 71,3%        | Rebuig de totes les opcions                                              |
| Timor Oriental               | Indonèsia            | 30/08/1999      | 78,5%  | 21,5%                 | 98,5%        | 20/05/2002                                                               |
| Sint Maarten                 | Països Baixos        | 22/06/2000      | 14,44% | 85,56% altres opcions | 55,7%        | País del Regne dels Països Baixos                                        |
| Gibraltar                    | Regne Unit           | 07/11/2002      | 1,03%  | 98,97%                | 87,91%       | Permaneix al Regne Unit, rebutja soberania compartida amb Espanya        |
| Bonaire                      | Països Baixos        | 10/09/2004      | 0,51%  | 99,49% altres opcions | 57,11%       | Part directa dels Països Baixos                                          |
| Saba                         | Països Baixos        | 05/11/2004      | 0,79%  | 99,21%                | 77,8%        | Part directa dels Països Baixos                                          |
| Kurdistan del Sud            | Iraq                 | 30/01/2005      | 99,88% | 0,12%                 |              |                                                                          |
| Curaçao                      | Països Baixos        | 08/04/2005      | 4,81%  | 95,19% altres opcions | 55,04%       | País del Regne dels Països Baixos                                        |
| Sant Eustasi                 | Països Baixos        | 08/04/2005      | 0,63%  | 99,37% altres opcions | 55,98%       | Part directa dels Països Baixos                                          |
| Tokelau                      | Nova Zelanda         | 15/02/2006      | 60,07% | 39,93%                | 94,96%       | No aplicat, calia 2/3                                                    |
| Ossètia del Sud              | Geòrgia              | 12/11/2006      | 98.85% | 0,12%                 | 95,2%        | De facto, no reconeguda per Geòrgia                                      |
| Montenegro                   | Sèrbia i Montenegro  | 21/05/2006      | 55,5%  | 44,5%                 | 86,49%       | 03/06/2006                                                               |
| Transnítria                  | Moldàvia             | 17/09/2006      | 98,07% | 1,93%                 | 78,55%       | De facto                                                                 |
| Tokelau                      | Nova Zelanda         | 24/10/2007      | 64,4%  | 35,6%                 | 87,71%       | No aplicat, calia 2/3                                                    |
| Groenlàndia                  | Dinamarca            | 2008            | V      |                       |              | No aplicat                                                               |
| Tamil                        | Sri Lanka            | 2009-2010       | V      |                       |              | De facto, després reintegrat a Sri Lanka                                 |
| Catalunya                    | Espanya              | 2009-2011       | V      |                       | 19%          | Sèrie de consultes populars municipals                                   |
| Sudan del Sud                | Sudan                | 09/01/2011      | 98,83% | 1,17%                 | 97,58%       | 09/07/2011                                                               |
| Puerto Rico                  | Estats Units         | 06/11/2012      | 5,49%  | 94,51% altres opcions | 78,19%       | No es converteix en estat dels EUA                                       |
| Gagaúsia                     | Moldàvia             | 02/02/2014      | 98,9%  | 1,1%                  |              | No aplicat, reconegut el dret d'autodeterminació per Moldàvia            |
| Crimea                       | Ucraïna              | 16/03/2014      | 95,5%  | 4,5%                  | 82%          | Anexío a Rússia, no reconegut per Ucraïna                                |
| Donetsk i Lugansk            | Ucraïna              | 11/05/2014      | 89,07% | 10,19%                | 32-85%       | No reconegut internacionalment                                           |
| Escòcia                      | Regne Unit           | 18/09/2014      | 44,7%  | 55,3%                 | 84,59%       |                                                                          |
| Catalunya                    | Espanya              | 09/11/2014      | 80,76% | 19,24% altres opcions | 37-42%       | No reconegut per Espanya                                                 |
| Sant Eustasi                 | Països Baixos        | 17/12/2014      | 0,44%  | 99,56% altres opcions | 45,4%        | No assolit el quórum de participació                                     |
| Vèneto                       | Itàlia               | 2014            | 89,1%  | 10,9%                 | 63,23%       | No reconegut                                                             |
| Chuuk                        | Micronèsia           | 03/03/2015      |        |                       |              |                                                                          |
| Sud Brasil                   | Brasil               | 01/10/2016      | 95,76% | 4,26%                 | 2,91%        | No reconegut                                                             |
| Puerto Rico                  | Estats Units         | 11/06/2017      | 2,82%  | 97,18% altres opcions |              | Estat dels EUA                                                           |
| Kurdistan del Sud            | Iraq                 | 25/09/2017      | 92,01% | 7,99%                 | 70%          | No declarat                                                              |
| Catalunya                    | Espanya              | 01/10/2017      | 90,09% | 9,91%                 | 43,03%       | No reconegut per Espanya                                                 |
| Sud Brasil                   | Brasil               | 2017            | 96,26% | 3,74%                 | 1,72%        | No reconegut                                                             |
| Caledònia                    | França               | 04/11/2018      | 43,6%  | 56,4%                 | 80,36%       | Roman a França                                                           |
| Boungainville                | Papua Nova Guinea    | 23/11-7/12/2019 | 98,31% | 1,69%                 | 87,59%       | 2027                                                                     |
| Caledònia                    | França               | 4/10/2020       | 45,55% | 51,91%                | 85,59%       | Roman a França                                                           |
|                              |                      |                 |        |                       |              |                                                                          |
|                              |                      |                 |        |                       |              |                                                                          |
| Chuuk                        | Micronèsia           |                 |        |                       |              |                                                                          |
| Anguilla                     | Regne Unit           |                 |        |                       |              |                                                                          |
| Flandes                      | Bèlgica              |                 |        |                       |              |                                                                          |
| Groenlàndia                  | Dinamarca            |                 |        |                       |              |                                                                          |
| Repúblika Srpska             | Bòsnia i Hercegovina |                 |        |                       |              |                                                                          |
| Sàhara Occidental            | Marroc               |                 |        |                       |              |                                                                          |
| Escòcia                      | Regne Unit           |                 |        |                       |              |                                                                          |
| Vèneto                       | Itàlia               |                 |        |                       |              |                                                                          |